# Spilosoma sangaica
Spilosoma sangaica là một loài bướm đêm thuộc phân họ Arctiinae, họ Erebidae.